# Nicu Ioniță
Nicu Ioniță (n. 29 septembrie 1939-d.13.noiembrie 2017)a fost un deputat român în legislatura 1996-2000, ales în județul Botoșani pe listele partidului PDSR. Nicu Ioniță a fost medic internist iar în cadrul activității sale parlamentare a fost membru în grupul parlamentar de prietenie cu India. 

## Legături externe
- Nicu Ioniță Arhivat în 17 august 2016, la Wayback Machine. la cdep.ro